# Nadaun
Nadaun là một thị xã và là một nagar panchayat của quận Hamirpur thuộc bang Himachal Pradesh, Ấn Độ.

## Địa lý
Nadaun có vị trí 31°47′B 76°21′Đ / 31,78°B 76,35°Đ Nó có độ cao trung bình là 508 mét (1666 feet).

## Nhân khẩu
Theo điều tra dân số năm 2001 của Ấn Độ, Nadaun có dân số 4405 người. Phái nam chiếm 51% tổng số dân và phái nữ chiếm 49%. Nadaun có tỷ lệ 80% biết đọc biết viết, cao hơn tỷ lệ trung bình toàn quốc là 59,5%: tỷ lệ cho phái nam là 83%, và tỷ lệ cho phái nữ là 78%. Tại Nadaun, 11% dân số nhỏ hơn 6 tuổi.